# پریسیلا دیلی

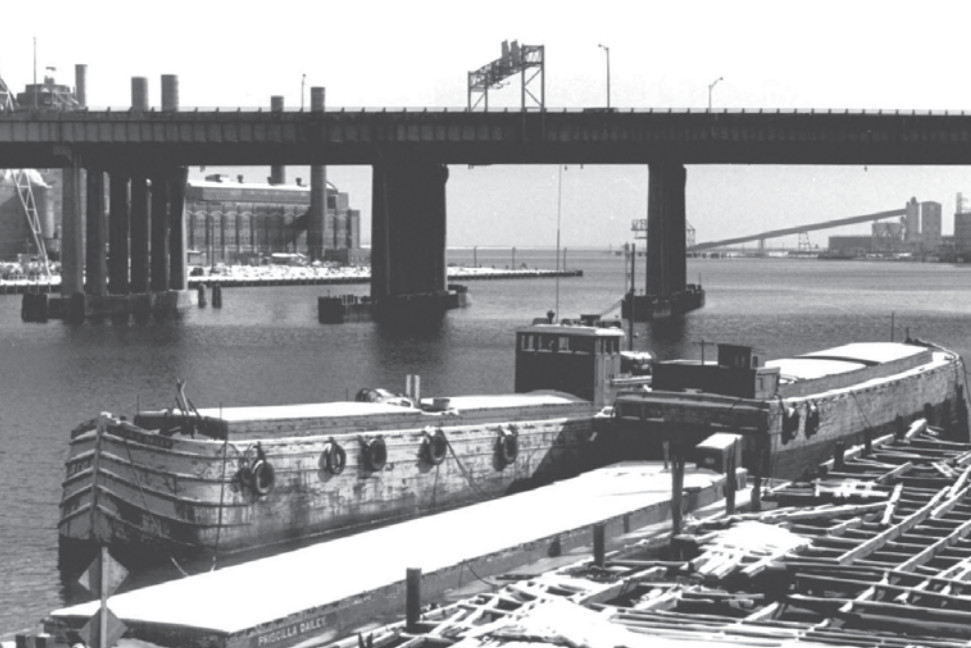
کشتی پریسیلا دیلی

پریسیلا دیلی (به انگلیسی: Priscilla Dailey) یک کشتی بود که طول آن ۱۱۱٫۱ فوت (۳۳٫۹ متر) بود. این کشتی در سال ۱۹۲۹ ساخته شد.